# Pavla Lidmilová
 Pavla Lidmilová (2. února 1932 Zlín – 25. ledna 2019 Praha) byla česká překladatelka z portugalštiny a španělštiny. Věnovala se především literatuře portugalské a brazilské, případně překladům z afrických portugalsky psaných literatur.

## Biografie
Vystudovala češtinu a španělštinu na Filozofické fakultě Univerzity Karlovy. Mezi roky 1959 a 1962 pracovala jako redaktorka v Československém rozhlasu Praha, v letech 1962–1992 pak v Československé akademii věd (v Kabinetu pro moderní filologii a později v Ústavu pro českou a světovou literaturu). Doktorát z filozofie získala na FF UK v roce 1972, a to za práci o vývoji brazilské regionální prózy a její proměně v díle Joãa Guimarãese Rosy.

## Překlady (výběr)
Do češtiny uvedla např. portugalského básníka a prozaika Fernanda Pessou (výborem Heteronyma [1968], ve spolupráci s Josefem Hiršalem). Dále překládala básně Luíse de Camőese, Eugénia de Andrade či romány Josého Cardosa Pirese. Mezi brazilskými autory přeložila kupříkladu Joãa Guimarãese Rosu, Murila Rubiãa, Lygiu Fagundes Tellesovou, Clarice Lispectorovou a Paula Coelha. Kromě jiného sestavila a přeložila i sbírku brazilských indiánských bájí a pověstí (Poronominare, 1995) etc.

## Ocenění
- V roce 1994 jí byl udělen portugalský Řád Infanta Jindřicha komturského stupně.
- V roce 2001 jí byl udělen brazilský Řád Rio Branca rytířského stupně.
- V roce 2005 jí byla udělena Státní cena za překladatelské dílo.[5][6]